# In movimento
In movimento è un film documentario del 2014 scritto e diretto da Silvana Maja.

## Trama
Quindici donne testimoniano la loro scelta di vita durante gli anni della dura crisi. 
Difficile e impegnativa è l'esperienza di giovani e meno giovani in un esiguo mercato del lavoro che penalizza cultura, talenti e impegno e che non tiene in conto la sfera privata. Le domande fatte alle istituzioni sono prive di risposta. 
A questo punto, ciascuna a suo modo, decide di interrogarsi, di partire dal proprio femminile per intercettare i profondi desideri che la rendono unica e che meglio potrebbero ricollocarla nel mondo del lavoro. Sembra un buon modo per superare l'impasse economica e per proporre prospettive e visioni per un nuovo realismo a radice femminile di cui la politica dovrà tener conto.